# Н’Дайен, Иоахим
Иоахим Н’Дайе́н (Joachim N’Dayen; 22 декабря 1934 год, Loko, Центральноафриканская Республика — 13 июня 2023, Париж) — католический прелат, второй архиепископ Банги с 16 сентября 1970 года по 26 июля 2003 года.

## Биография
Родился в 1934 в году в селении Ziendi, Центральноафриканская Республика. После получения среднего образования поступил на обучение в католическую семинарию, по окончании которой 22 июля 1961 года был рукоположён в священники для служения в архиепархии Банги.
5 сентября 1968 года Римский папа Павел VI назначил его вспомогательным епископом Банги и титулярным епископом Кулузи. 5 января 1969 года состоялось его рукоположение в епископы, которое совершил титулярный архиепископ Форонтонианы и апостольский про-нунций в Габоне Луиджи Поджи в сослужении с архиепископом Банги Жозе Кушеруссе и архиепископом Яунде Жаном Зоа.
16 сентября 1970 года римский папа Павел VI назначил его архиепископом Банги.
С 1970 по 1997 года — председатель Конференции католических епископов Центральноафриканской Республики.
26 июля 2003 года подал в отставку. Скончался после тяжёлой болезни 13 июня 2023 в парижской больнице.